# Juliette Figueras
Juliette Figueras, née le 21 avril 1929 à Marseille, est une danseuse française, également mannequin. Elle a été élue Miss Marseille 1948[réf. nécessaire], puis Miss France 1949 et Miss Europe 1949. Elle est la 19e Miss France.

## Biographie

### Enfance
Née à Marseille le 21 avril 1929, son père est chef-imprimeur à Arles, et elle a une sœur née en 1945 ou 1946, Sylvette.

### Carrière
Après avoir intégré l'Opéra de Marseille et accédé au titre de Première danseuse, elle mettra fin à son rêve, à la mort de son maître de ballet. 
S'ensuivra un parcours professionnel en tant que mannequin, jusqu'à être élue Miss Marseille en 1949 (d'autres sources disent qu'elle était Miss Paris),.

### Miss France
Le 21 décembre 1948, Juliette Figueras, qui porte le titre de Miss Marseille est élue parmi 20 candidates, à l'Hôtel Le Tyrol, à Paris. Elle a 22 ans. Sa première dauphine est Colette Deréal. Elle est la première Miss France à faire la une du magazine Paris-Match (n°28 du 1er octobre 1949). À l'annonce des résultats, elle est giflée par l'une des candidates, Miss Besançon.
La même année, elle remporte le concours de Miss Europe à la villa Igea à Palerme. Les journalistes italiens, surpris par sa peau bronzée et ses cheveux bruns, la surnomment « La Reine des Maures ».